# Sabahattin Çakmakoğlu
Sabahattin Çakmakoğlu, né le 25 novembre 1930 à İncesu (Kayseri) et mort le 24 octobre 2024 à Ankara, est un haut fonctionnaire et homme politique turc.

## Biographie
Sabahattin Çakmakoğlu naît en 1930 à Kayseri.
Il est diplômé de la faculté des sciences politiques de l'université d'Ankara et de la faculté de droit de l'université d'Ankara.
Il est sous-préfet de Kozaklı, Gülşehir, Ürgüp, Çıldır, Bayburt ve Ereğli, préfet-délégué d'Ankara, préfet de Gümüşhane, Isparta, Edirne, Gaziantep et İçel, directeur général de la Sûreté (1988-1990), sous-secrétaire du premier ministre (1990-1991), sous-secrétaire du ministère de l'Interieur (1991-1992), ministre de l'interieur (1991) membre du conseil de l'enseignement supérieur, conseiller de président de la République Turgut Özal (1992-1993). 
Sabahattin Çakmakoğlu est membre du Parti de la mère patrie, puis du Parti d'action nationaliste (MHP), membre du comité exécutif et vice-président du MHP, député de Kayseri (1999-2002 et 2007-2011). Il devient en 1999 ministre de la défense, fonction qu'il occupe jusqu'en 2002.
Sabahattin Çakmakoğlu meurt le 24 octobre 2024 à Ankara, à l'âge de 93 ans.